# Acide isovalérianique
L’acide isovalérianique ou acide 3-méthylbutanoïque (nom IUPAC) est un acide carboxylique à 5 atomes de carbone, c'est donc un isomère de l'acide pentanoïque.
C'est aussi un marqueur chimique présent dans les urines du chat. Ce composé sert au marquage du territoire de l'animal. Présent chez les deux sexes, la quantité de molécules excrétée par le mâle est supérieure à celle de la femelle. Ceci est responsable de l’odeur caractéristique, plus ou moins soutenue selon le sexe.[réf. nécessaire]
C'est aussi un composant important de la sécrétion des glandes périanales du binturong (Viverridae).
L'acide isovalérique est également une substance présente dans l'odeur des pieds. Ce composé possède également des propriétés hypnotiques de par son effet allostérique positif sur les récepteurs GABAA. Ce qui explique l'effet narcotique de l'odeur concentrée des pieds.

## Sources
- Unité de Physiologie, ENV Nantes.